# Onze-Lieve-Vrouwe van Ambronay
De Onze-Lieve-Vrouw van Ambronay is een benedictijnse abdij, die midden in het Franse dorp Ambronay ligt. De abdij werd oorspronkelijk gesticht door de heilige Bernard van Vienne, een hoveling van Karel de Grote. Door uitdrukkelijke toestemming van de paus genoot de abdij volledige soevereiniteit. Zij hing rechtstreeks onder het Vaticaan. In 1282 werd het klooster onder de bescherming van de graaf van Savoye gesteld.